# Jeanne la romantique
 (novembre 2012).
Si vous disposez d'ouvrages ou d'articles de référence ou si vous connaissez des sites web de qualité traitant du thème abordé ici, merci de compléter l'article en donnant les références utiles à sa vérifiabilité et en les liant à la section « Notes et références ».
Jeanne la romantique est un conte musical de Saint-Preux sorti en juin 2008, avec Johnny Hallyday dans le rôle du père de Jeanne, et la fille du compositeur dans le rôle de Jeanne

## Auteurs et compositeur
- Compositeur : Saint-Preux - mais aussi Christian Holl et Carolin Petit
- Auteurs : Michèle Gaude - Jean-Paul Dréau - Gilbert Jouin

## Personnages
- Jeanne : Clémence Saint-Preux
- Parîs : William Néo
- Lili : Laura Rey
- Slash : Grégory Juppin
- Lumina : Sophie Almanza
- Démonia : Florence Verdi
- Seth: Franck Robert
- @robaz : Jean-François Varlet
- Carnibal : Graziani
- Cassandre : Marie-Lorna Vaconsin
- Le père de Jeanne : Johnny Hallyday

## Chansons
- Ouverture
- On a tous besoin d'amour
- Le maître des réseaux
- Sans défense
- Le message
- Toi
- Mon cœur balance
- Concerto pour deux voix
- Je suis jeanne
- L'alliance
- Je veux chanter pour la vie
- Le cœur brisé
- La romantique
- Baissez les armes
- Tu es
- J'ai rendez-vous avec un ange
- Sur l'écran blanc
- Il y a là-bas
- La liberté